# Myiarchus antillarum
El copetón puertorriqueño (Myiarchus antillarum), también denominado atrapamoscas puertorriqueño, juí de Puerto Rico o moscareta puertorriqueña, es una especie de ave paseriforme de la familia Tyrannidae perteneciente al numeroso género Myiarchus. Es nativo de Puerto Rico y las Islas Vírgenes.

## Distribución y hábitat
Se encuentra en Puerto Rico (incluyendo las islas Vieques y Culebra), en la Islas Vírgenes Británicas (en Tórtola y Virgen Gorda) y en las Islas Vírgenes de los Estados Unidos (es raro en Saint John y Saint Thomas).
Su hábitat se compone de áreas boscosas de varios tipos, incluyendo karst, manglares, y bosques pantanosos, así como también matorrales áridos y plantaciones de café, principalmente de sombra. Parece ser más abundante en plantaciones de pinos que en bosques nativos.

## Sistemática

### Descripción original
La especie M. antillarum fue descrita por primera vez por el ornitólogo estadounidense Henry Bryant en 1866 bajo el nombre científico Tyrannus antillarum; su localidad tipo es: «Puerto Rico».

### Etimología
El nombre genérico masculino «Myiarchus» se compone de las palabras del griego «μυια muia, μυιας muias» que significa ‘mosca’, y «αρχος arkhos» que significa ‘jefe’; y el nombre de la especie «antillarum», se refiere a la región de las Antillas.

### Taxonomía
Ya fue tratada como una subespecie de Myiarchus stolidus. Los estudios genéticos indican que esta especie es hermana de Myiarchus oberi. Es monotípica.